# Janirella quadrituberculata
Janirella quadrituberculata är en kräftdjursart som beskrevs av Yakov Avadievich Birstein1963. Janirella quadrituberculata ingår i släktet Janirella och familjen Janirellidae. Inga underarter finns listade i Catalogue of Life.